# Pierienka
Pierienka (ros. Перенка) – wieś (dieriewnia) w Rosji, w obwodzie smoleńskim, w rejonie rosławskim. W 2021 liczyła 482 mieszkańców.